# Инклдон, Чарлз Бенджамин
Чарлз Бенджамин Инклдон (англ. Charles Benjamin Incledon; 1763, графство Корнуолл — 11 февраля 1826, Вустер) — английский певец (тенор).
Сын врача, родом из графства Корнуолл. Пел в хоре города Эксетер, затем поступил на военно-морскую службу. В 1783 году начал певческую карьеру, после нескольких выступлений в провинциальных театрах в 1790 году с успехом выступил в лондонском «Ковент-Гардене», с тех пор стал одним из популярных теноров своего времени. Пел в операх и ораториях, особо популярны в его исполнении были баллады «Sally in our Alley», «Blackeyed Susan», «The Arethusa» и др. Путешествовал по Америке в 1817 году, в 1822 году покинул оперную сцену, разъезжал по провинции с развлекательным шоу The Wandering Melodist (Бродячий певец).